# Перо Шпадић
Перо Шпадић (Приједор, 6. новембар 1966) је српски сценариста, аутор више ТВ-серија међу којима је и Добро јутро, комшија. Као новинар ради у Козарском вјеснику.
Био је сценариста и комедије „Пред фајронт” из 2015. године, као и режисер играних серија: "Код Веље", "Баш ме брига" и "Боки мајсторе".
Аутор је и неколико документарних филмова, међу којима су: "Далеко је равница", "Друмови наши вјековни" и "Трагом корјена".